# L'Immortale (manga)
L'Immortale (無限の住人?, Mugen no jūnin, lett. "Abitante dell'infinito") è un manga scritto e disegnato da Hiroaki Samura e pubblicato in Giappone da Kōdansha nella rivista Afternoon tra il 1993 ed il 2012. Il manga è stato tradotto in diverse lingue tra cui inglese, italiano, francese e spagnolo. Dalla serie sono stati tratti alcuni romanzi, un libro d'illustrazioni, una serie animata di 13 episodi ed un film con attori dal vero diretto da Takashi Miike.
L'opera è ambientata nel Giappone alla metà del periodo Edo, nella fattispecie nel secondo anno dell'era Tenmei (ovvero il 1782).

## Trama
Manji è un abile rōnin che ha compiuto l'omicidio di cento samurai ed è quindi ricercato dai soldati dello shōgun. Lo spadaccino è infestato dal verme kessenchu, un parassita che vive in simbiosi col suo corpo, che blocca il naturale processo d'invecchiamento ed ha inoltre la capacità di rigenerare qualunque tipo di ferita che gli venga inflitta. Per liberarsi da questa maledizione Manji deve uccidere mille uomini che hanno compiuto atti criminali.
Durante il suo cammino incontra la giovane Rin Asano, unica sopravvissuta alla strage della propria famiglia per mano degli uomini dell'Itto-ryu, un dojo rivale. Rin chiederà quindi all'abile spadaccino di aiutarla. I due intraprendono così un viaggio alla ricerca dei membri dell'Itto-ryu e del loro capo Kagehisa Anotsu in quello che si prospetta un lungo percorso di redenzione e vendetta.

## Personaggi
- Manji (卍?, Manji): è un ex-samurai che si è ribellato allo shogunato ed ha ucciso cento samurai ed è per questo conosciuto anche come l'assassino dei cento uomini. Incontra casualmente una vecchia che sostiene di avere oltre 700 anni, la quale gli somministra dei kessenchu che lo rendono immortale. Tramite la stessa vecchia conosce Rin per la quale lavora a causa della somiglianza tra la ragazzina e la sorella defunta.
- Rin Asano (浅野 凛?, Asano Rin): l'unica sopravvissuta del massacro perpetrato dall'Ittoryu al dojo appartenente a suo padre, aspira alla vendetta contro il gruppo e Kagehisa Anotsu. Non sa maneggiare bene la spada ed utilizza dei pugnali da lancio durante il combattimento. È inizialmente molto immatura, nonostante si atteggi da persona adulta, ma man mano crescerà maturando. Ha uno stretto rapporto con Manji, che assume per lei sia la figura di un padre sia quella di un fratello.
- Kagehisa Anotsu (天津 影久?, Anotsu Kagehisa): capo dell'Ittoryu, ha compiuto, insieme al suo gruppo, diversi massacri nei dojo di Edo al solo scopo di far rinascere l'arte della spada. Utilizza un'arma simile ad un'ascia molto pesante e che muove tramite la forza centrifuga. È considerato un giovane prodigio con la spada e dimostra sempre un atteggiamento freddo e razionale.
- Taito Magatsu (凶 戴斗?, Magatsu Taito): è uno spadaccino appartenente all'Ittoryu ed una delle poche persone ad essere uscita viva da uno scontro con Manji. È uno dei combattenti più forti del gruppo ed utilizza due spade nel cui manico è nascosto un pugnale. Si unisce all'Ittoryu col solo scopo di vendicare la sorella, uccisa da bambina da un samurai.
- Kagimura Habaki (吐鉤群?, Habaki Kagimura): leader dei samurai dello shogunato, è un abilissimo spadaccino e leader del gruppo Mugairyu. Uccide, con un inganno, la maggior parte dei membri dell'Ittoryu, reputati da lui una minaccia allo stato.
- Giichi (偽一?, Gīchi): uno dei killer più abili del Mugairyu, è un uomo calvo che indossa sempre un paio di occhiali da sole. Utilizza, per il combattimento, un'arma composta da due falci collegate da una catena. È una delle persone che lavora più a stretto contatto con Habaki e tiene a tutti i suoi compagni del Mugairyu, specialmente a Hyakurin.
- Shira (尸良?): un assassino membro del Mugairyu, è una persona insensibile, sadica e violenta. Usa una speciale lama seghettata in maniera tale da infliggere più dolore possibile ai suoi avversari. Perde una mano in seguito ad uno scontro con Manji ma utilizzerà questa perdita per crearsi una nuova arma ricavata dall'osso del suo braccio. Viene in seguito catturato e reso immortale dagli esperimenti fatti con i kessenchu sul suo corpo.
- Makie Otono-Tachibana (乙橘 槙絵?, Otono-Tachibana Makie): compagna di Anotsu a cui ha salvato la vita da piccolo grazie alle sue ottime abilità con la spada. Nasce in una famiglia di samurai ma viene allontanata insieme alla madre a causa della sua elevata bravura con le armi sin dalla più tenera età. È malata di tubercolosi ed utilizza un'arma unica nel suo genere.
- Hyakurin (百琳?): assassina e membro del Mugairyu, è una donna di trent'anni con i capelli tinti di biondo. Era la moglie di un samurai, il quale uccise il figlio con la sua ossessione per gli allenamenti e per l'addestramento da samurai. Per vendicare la morte del figlio uccise il marito ma, prima della condanna a morte, venne presa da Habaki e resa un membro del Mugairyu. Utilizza delle piccole balestre poste sul polso.
- Sosuke Abayama (阿葉山 宗介?, Abayama Sōsuke): membro e vice di Anotsu nell'Ittoryu, è uno spadaccino di mezza età ed uno dei migliori combattenti del gruppo.

## Media

### Manga
L'immortale è stato pubblicato in Giappone sulla rivista Afternoon di Kōdansha tra il dicembre 1993 e il dicembre 2012 con 219 capitoli, poi risuddivisi in 207, con questi raccolti in 30 volumi tankōbon dal settembre 1994 al 22 febbraio 2013. All'estero il manga è stato pubblicato da Dark Horse Comics negli Stati Uniti col titolo Blade of the Immortal tra l'11 marzo 1997 ed il 25 marzo 2015 in 31 volumi e con una particolare rivisitazione delle tavole per garantire una lettura occidentale ma senza il ribaltamento delle pagine, da Egmont in Germania col titolo Blade - Den Udødelige tra il luglio 2002 e l'ottobre 2013, da Casterman in Francia col titolo L'Habitant de l'infini ed in Spagna da Glénat, Norma Editorial e Planeta DeAgostini col titolo La espada del inmortal.
In Italia il manga è stato licenziato da Comic Art col primo volume pubblicato il 1º ottobre 1997. Comic Art ha poi pubblicato regolarmente i volumi fino al nono uscito il 18 giugno 1999 momento in cui la casa editrice giunge al fallimento. In seguito la serie è stata ripresa da Planet Manga che ha pubblicato il decimo volume il 17 aprile 2002 e completando la serie il 22 febbraio 2013, mentre contemporaneamente sono stati pubblicati, tra il 10 marzo 2005 ed il 16 novembre 2006, una nuova edizione dei primi 9 volumi.
| Nº | Titolo italiano Giapponese 「Kanji」 - Rōmaji | Data di prima pubblicazione              | Data di prima pubblicazione |
| Nº | Titolo italiano Giapponese 「Kanji」 - Rōmaji | Giapponese                               | Italiano                    |
| 1  | L'immortale 1 「無限の住人 1」                | 19 settembre 1994 ISBN 978-4-06-314090-3 | 1º ottobre 1997             |
| 2  | L'immortale 2 「無限の住人 2」                | 15 dicembre 1994 ISBN 978-4-06-314101-6  | 1º febbraio 1998            |
| 3  | L'immortale 3 「無限の住人 3」                | 17 aprile 1995 ISBN 978-4-06-314109-2    | 11 aprile 1998              |
| 4  | L'immortale 4 「無限の住人 4」                | 18 ottobre 1995 ISBN 978-4-06-314119-1   | 12 maggio 1998              |
| 5  | L'immortale 5 「無限の住人 5」                | 20 agosto 1996 ISBN 978-4-06-314137-5    | 16 ottobre 1998             |
| 6  | L'immortale 6 「無限の住人 6」                | 19 giugno 1997 ISBN 978-4-06-314151-1    | 1º aprile 1999              |
| 7  | L'immortale 7 「無限の住人 7」                | 16 ottobre 1997 ISBN 978-4-06-314165-8   | 1º novembre 1999            |
| 8  | L'immortale 8 「無限の住人 8」                | 17 luglio 1998 ISBN 978-4-06-314183-2    | 1º aprile 2000              |
| 9  | L'immortale 9 「無限の住人 9」                | 18 giugno 1999 ISBN 978-4-06-314210-5    | 1º novembre 2000            |
| 10 | L'immortale 10 「無限の住人 10」              | 17 aprile 2000 ISBN 978-4-06-314238-9    | 28 marzo 2002               |
| 11 | L'immortale 11 「無限の住人 11」              | 19 gennaio 2001 ISBN 978-4-06-314259-4   | 23 maggio 2002              |
| 12 | L'immortale 12 「無限の住人 12」              | 19 febbraio 2002 ISBN 978-4-06-314268-6  | 5 dicembre 2002             |
| 13 | L'immortale 13 「無限の住人 13」              | 20 novembre 2002 ISBN 978-4-06-314306-5  | 8 maggio 2003               |
| 14 | L'immortale 14 「無限の住人 14」              | 17 luglio 2003 ISBN 978-4-06-314326-3    | 24 marzo 2005               |
| 15 | L'immortale 15 「無限の住人 15」              | 23 gennaio 2004 ISBN 978-4-06-314337-9   | 19 maggio 2005              |
| 16 | L'immortale 16 「無限の住人 16」              | 21 maggio 2004 ISBN 978-4-06-314348-5    | 21 luglio 2005              |
| 17 | L'immortale 17 「無限の住人 17」              | 22 novembre 2004 ISBN 978-4-06-314363-8  | 10 novembre 2005            |
| 18 | L'immortale 18 「無限の住人 18」              | 23 giugno 2005 ISBN 978-4-06-314380-5    | 23 marzo 2006               |
| 19 | L'immortale 19 「無限の住人 19」              | 21 aprile 2006 ISBN 978-4-06-314409-3    | 11 gennaio 2007             |
| 20 | L'immortale 20 「無限の住人 20」              | 23 ottobre 2006 ISBN 978-4-06-314430-7   | 3 agosto 2007               |
| 21 | L'immortale 21 「無限の住人 21」              | 22 giugno 2007 ISBN 978-4-06-314455-0    | 6 aprile 2008               |
| 22 | L'immortale 22 「無限の住人 22」              | 21 dicembre 2007 ISBN 978-4-06-314480-2  | 13 novembre 2008            |
| 23 | L'immortale 23 「無限の住人 23」              | 23 giugno 2008 ISBN 978-4-06-314509-0    | 22 gennaio 2009             |
| 24 | L'immortale 24 「無限の住人 24」              | 23 febbraio 2009 ISBN 978-4-06-314548-9  | 27 agosto 2009              |
| 25 | L'immortale 25 「無限の住人 25」              | 23 settembre 2009 ISBN 978-4-06-314591-5 | 25 febbraio 2010            |
| 26 | L'immortale 26 「無限の住人 26」              | 21 maggio 2010 ISBN 978-4-06-310654-1    | 31 marzo 2011               |
| 27 | L'immortale 27 「無限の住人 27」              | 21 gennaio 2011 ISBN 978-4-06-310722-7   | 27 ottobre 2011             |
| 28 | L'immortale 28 「無限の住人 28」              | 21 ottobre 2011 ISBN 978-4-06-310775-3   | 6 giugno 2012               |
| 29 | L'immortale 29 「無限の住人 29」              | 23 maggio 2012 ISBN 978-4-06-387818-9    | 16 maggio 2013              |
| 30 | L'immortale 30 「無限の住人 30」              | 22 febbraio 2013 ISBN 978-4-06-387869-1  | 7 novembre 2013             |

### Anime
Annunciata il 25 marzo 2008 sulla rivista Afternoon, Mugen no Jūnin (無限の住人?) è composta da 13 episodi diretti da Kōichi Mashimo e prodotti congiuntamente dagli studio Bee Train e Production I.G, Hiroyuki Kawasaki è lo sceneggiatore mentre Kō Ōtani si occupa delle musiche. Tomokazu Seki e Rina Satou sono i doppiatori dei personaggi principali Manji e Rin Asano mentre Kagehisa Anotsu è doppiato da Hirofumi Nojima. La serie è andata in onda sul canale AT-X tra il 13 luglio ed il 28 dicembre 2008, con il primo trailer trasmesso durante il Tokyo International Anime Fair 2008. La sigla d'apertura è "Akai usagi" di Makura no Sōshi mentre la sigla di chiusura è "Wants" interpretata da GRAPEVINE. La serie è stata raccolta in 7 DVD venduti dal 29 agosto 2008 al 27 febbraio 2009.
| Nº | Titolo italiano Giapponese 「Kanji」 - Rōmaji           | In onda           | In onda |
| Nº | Titolo italiano Giapponese 「Kanji」 - Rōmaji           | Giapponese        |         |
| 1  | Criminale 「罪人」 - Zainin                             | 13 luglio 2008    |         |
| 2  | Conquista 「征服」 - Seifuku                            | 27 luglio 2008    |         |
| 3  | Melodia d'amore 「恋詠(こいうた)」 - Koi ei (koi uta)   | 10 agosto 2008    |         |
| 4  | Genio 「天才」 - Tensai                                 | 24 agosto 2008    |         |
| 5  | Fanatico 「執人(しゅうじん)」 - To hito (Jūjin)         | 7 settembre 2008  |         |
| 6  | Il pianto degli insetti 「蟲(むし)の唄」 - Mushi no uta | 21 settembre 2008 |         |
| 7  | Stige 「三途」 - San To                                 | 5 ottobre 2008    |         |
| 8  | Bomba di chiodi 「爪弾」 - Tsume dan                    | 19 ottobre 2008   |         |
| 9  | Bomba di proiettili 「夢弾」 - Yume dan                 | 2 novembre 2008   |         |
| 10 | Scambio di volti 「變面」 - Hen men                     | 16 novembre 2008  |         |
| 11 | Piume 「羽根」 - Hane                                   | 30 novembre 2008  |         |
| 12 | L'avversario di Rin 「斜凜」 - Sha Rin                  | 14 dicembre 2008  |         |
| 13 | Vento 「風」 - Kaze                                     | 28 dicembre 2008  |         |

### Altri media
Una light novel, scritta da Junichi Ōsako ed illustrata dallo stesso Samura nel luglio del 2008 ed a cui è seguita una seconda pubblicata il 20 febbraio 2013.
Il 28 marzo 1996 è stato pubblicato un poster book con alcune illustrazioni dal manga intitolato Mugen no jūnin posutoka - The Book (無限の住人ポストカ－ド・ブック?). Sono stati pubblicati inoltre un artbook contenente i disegni dello staff dell'anime il 21 novembre 2008 ed uno illustrato dall'autore originale.

#### Il film
Nel maggio 2017 è stato presentato, fuori concorso, il film Mugen no jūnin tratto dal fumetto e diretto da Takashi Miike.
L'omonimo film è uscito in Italia il 29 dicembre 2017 su Netflix col titolo italiano L'immortale.

## Accoglienza
La serie ha venduto più di 5 milioni di copie, vendendo oltre 56 000 copie col volume 27, oltre 40.000 col volume 29 e quasi 60.000 col volume 30. Sul sito AnimeClick.it, la serie è valutata con un 8,8 mentre ha un voto di 9,4 basato su 12 recensioni di utenti, mentre risulta al sesto posto tra i seinen più apprezzati degli anni novanta. Negli Stati Uniti ha vinto il premio Eisner per la miglior edizione di un fumetto estero nel 2000, viene inoltre candidato alla stessa categoria nel 2001 per l'Harvey Award. Nel Regno Unito ha vinto nel 2006 il premio alla categoria per il miglior manga del Eagle Award.
Lorenzo de Iorio, critico di Everyeye.it, lo ha reputato una delle migliori opere a sfondo storico per la cura dei dettagli dell'ambientazione e per capacità di proporre una narrazione veloce, oltre che per la capacità artistica di Samura che riproduce nel più minimo dettaglio sia i personaggi sia gli sfondi. Il manga è stato criticato nei primi volumi per la lentezza dello svolgimento della storia, che consente però un maggiore approfondimento della psicologia dei personaggi, mentre a partire dal quinto volume la trama perde staticità e la narrazione acquista più velocità. La serie animata ha invece ottenuto consensi più freddi a causa della trasposizione non completa della storia. Lorenzo Campanini di MangaForever ha classificato L'Immortale come il secondo migliore manga con protagonista un assassino.
Il personaggio di Manji ha anche ottenuto una action figure in edizioni limitata da 800 pezzi creata dallo scultore Motor Ken e commercializzata da Medicom Toy.